# 比耶蘭角
比耶蘭角（英語：Bjelland Point），是南極洲的海岬，位於南喬治亞群島，處於羅伯遜角東北面3公里，由英國南極名稱諮詢委員命名，由英國海外領土管轄。